# Наседкин, Алексей Аркадьевич
Алексе́й Арка́дьевич Насе́дкин (20 декабря 1942, Москва — 4 декабря 2014, там же) — советский и российский пианист, композитор, Народный артист РСФСР (1991). Профессор Московской консерватории.

## Биография
В 1949—1961 гг. учился в Центральной музыкальной школе (класс А. Д. Артоболевской), в 1961—1966 гг. — в Московской консерватории (класс Г. Г. Нейгауза, класс специального фортепиано Л. Н. Наумова); до 1968 г. продолжал занятия по композиции у С. А. Баласаняна.
С 1966 г. до конца жизни (с перерывом в 1996—1999 гг., когда преподавал в музыкальной академии Мусашино в Токио) преподавал в Московской консерватории класс специального фортепиано. В числе его воспитанников около 20 лауреатов всероссийских и международных конкурсов, в том числе Ю. Богданов, Р. Буерин, В. Овчинников, В. Пясецкий, Л. Розанова, Т. Колесова, А. Пилоян, М. Харсель, Н. Сухаревич и другие.
Давал мастер-классы в Австралии, Германии, США, на Тайване, во Франции, Чехословакии, Югославии, Японии.
Член Союза композиторов СССР (РФ). Один из учредителей и президент Фонда им. А. Д. Артоболевской. Президент Общества им. Ф. Шуберта в России.
Входил в состав жюри международных конкурсов в Токио (1978, 1986), Больцано (1985), Монреале (1985), им. П. И. Чайковского (Москва, 1986), а также конкурсов в Милане (1983), Мюнхене (1992, 1996, 1999), им. Ф. Шуберта в Дортмунде (2003) и многих Всесоюзных и Всероссийских конкурсов.
Скончался 4 декабря 2014 года. Похоронен на Красногорском кладбище.

### Семья
Отец — Аркадий Алексеевич (1906—1967), мать — Мария Андреевна (1904—1970).
Жена — Татьяна Львовна (р. 1942), концертмейстер Московской консерватории;
- дочь Ефремова Мария Алексеевна ( 1971-2006).

## Творчество
Выступал с концертами с 9 лет. В 1958 г. выступал в симфоническом концерте на Всемирной выставке в Брюсселе, в 1959 г. — на VII Всемирном фестивале молодёжи и студентов (Вена).
Давал сольные концерты на крупнейших эстрадах мира, участвовал в фестивалях. Играл в дуэте с В. Пикайзеном (сонаты В. А. Моцарта, С. Франка, С. Прокофьева) и с Н. Гутман.
Особое место в обширном репертуаре А. А. Наседкина занимали произведения композиторов XX века — А. Берга, И. Стравинского, П. Хиндемита, Р. Штрауса, Ан. Александрова, А. Бабаджаняна, М. Баланчивадзе, В. Овчинникова, Н. Ракова.
Осуществил записи на грампластинках (46) и компакт-дисках (10).

### Избранные сочинения
| для гобоя - Соната (1980) для контрабаса - Соната (1978) для альта - Соната (1983) | для фортепиано - Соната № 1 (1971) - Соната № 2 (1972) - Соната № 3 «Романтическая» (1987) - Пьеса для детей (1976) - Соната № 4 (1990) - Детский альбом (1997) - Прелюдии для фортепиано (1966—2005). |

## Отзывы
Он музыкант такой мощной глубинной формации, что я не побоюсь сравнить его в известном смысле со Святославом Рихтером.— Г. Г. Нейгауз

Он играет, как живописец, рисующий на полотне широкими мазками и стремительными линиями… Глубокая интеллектуальность, помноженная на фортепианное мастерство, делает его игру поистине феноменальной.— «Victoria Times», США

## Награды и признание
- золотая медаль Всемирного фестиваля молодёжи и студентов (Вена, 1959)
- памятная медаль Музыкального общества им. Дину Липатти (Великобритания, 1960)
- лауреат 6-й премии II Международного конкурса им. П. И. Чайковского (Москва, 1962)
- лауреат III премии Международного конкурса пианистов в Лидсе (Великобритания, 1966)
- I премия на конкурсе камерных ансамблей (Мюнхен, 1967) — в дуэте с Н. Гутман
- I премия конкурса «Музыка XX века» (Вена, 1967) — за собственные сочинения
- I премия Венского международного конкурса им. Ф. Шуберта (1967) — за собственные сочинения
- орден «Знак Почёта» (1971)
- Заслуженный артист РСФСР (21 декабря 1979)
- Народный артист РСФСР (13 марта 1991)
- орден «За заслуги перед Отечеством» IV степени (2008).

## Память
В Ярославле один раз в три года проводится Конкурс молодых пианистов А. А. Наседкина.